# Re Bon Voyage
『Re Bon Voyage』（リ・ボン・ヴォヤージュ）は、TrySailの4枚目のオリジナル・アルバム。2021年9月15日にSACRA MUSICから発売された。
アルバムを引っさげてのライブ・イベントとして、2021年9月25日から11月28日にかけてTrySailの4回目の全国ツアーとなる『LAWSON presents TrySail Live Tour 2021 “Re Bon Voyage”』が開催された。

## リリース、マーケティング
2021年9月15日にSACRA MUSICから発売された。完全生産限定盤、初回生産限定盤、通常盤の3形態で販売された。完全生産限定盤にはオリジナルドラマを収録したCD、フォトフレーム、フォトカード、リボンバンドが付属し、初回生産限定盤には表題曲「Re Bon Voyage」のミュージックビデオと撮影時のメイキングを収めたBlu-ray、フォトブックが付属する。

## 収録内容

### 収録曲
| #         | タイトル                     | 作詞       | 作曲      | 編曲      | 時間  |
| --------- | ---------------------------- | ---------- | --------- | --------- | ----- |
| 1.        | 「Re Bon Voyage」            | 大森祥子   | 浅利進吾  | 川崎智哉  | 3:46  |
| 2.        | 「Favorite Days」            | 徳丸凌     | 徳丸凌    | 川島章裕  | 4:17  |
| 3.        | 「この幸せが夢じゃないなら」 | 前田甘露   | 中野ゆう  | 中野ゆう  | 4:34  |
| 4.        | 「ごまかし」                 | 渡辺翔     | 渡辺翔    | 湯浅篤    | 4:13  |
| 5.        | 「モノラル」                 | 松井洋平   | 山崎真吾  | 松田彬人  | 4:44  |
| 6.        | 「誰が為に愛は鳴る」         | 上坂梨紗   | 川崎智哉  | 川崎智哉  | 4:21  |
| 7.        | 「うつろい」                 | 渡辺翔     | 渡辺翔    | 伊藤翼    | 3:50  |
| 8.        | 「マイハートリバイバル」     | 真崎エリカ | 大熊淳生  | 大熊淳生  | 3:37  |
| 9.        | 「Good Luck Darling」        | 渡瀬マキ   | 川崎智哉  | 川崎智哉  | 4:56  |
| 10.       | 「Free Turn」                | 出口遼     | 出口遼    | 飯田涼太  | 4:20  |
| 11.       | 「ひだまりの場所」           | 徳丸凌     | 徳丸凌    | 川島章裕  | 4:29  |
| 12.       | 「君となら」                 | 西野蒟蒻   | 塩野海    | 塩野海    | 4:11  |
| 合計時間: | 合計時間:                    | 合計時間:  | 合計時間: | 合計時間: | 51:18 |